# Gorenja Lepa vas
Gorenja Lepa vas este o localitate din comuna Krško, Slovenia, cu o populație de 37 de locuitori.